# Steinkirchner Straße 11 (Gräfelfing)

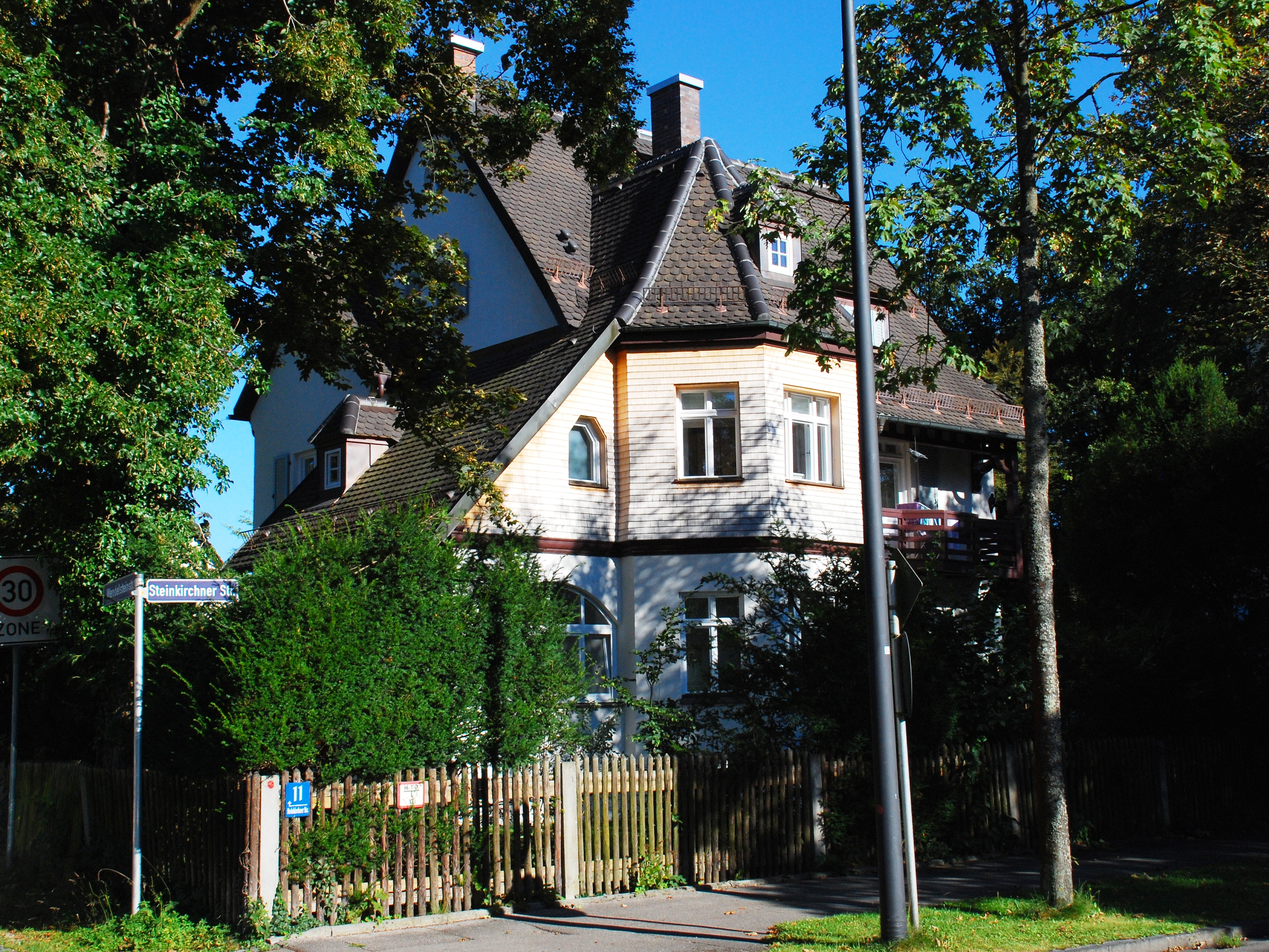
Gebäude Steinkirchner Straße 11 in Gräfelfing

Das Gebäude Steinkirchner Straße 11 in Gräfelfing, einer Gemeinde im oberbayerischen Landkreis München, wurde um 1905 errichtet. Das Einfamilienhaus ist ein geschütztes Baudenkmal.
Der zweigeschossige Eckbau mit hohem Satteldach, Erkerrisalit und Vorhalle mit Pultdach wurde von Johann Stadler und Julius Necker errichtet. 